# 下屯
下屯为中国山东省日照市莒县果庄乡下辖的一个自然村，位于果庄乡政府驻地以东约1公里。
公元1666年（清康熙五年）邴氏立村于此，初名宅科。后为避风，迁住岭下，称为下庄。1981年，因与当时他乡夏庄同音，故更名为下屯，沿用至今。